# Советский патриотизм

Статуя Родина-мать (Мамаев курган, Волгоград)

Советский патриотизм ― термин, обозначающий социалистический патриотизм, привязанность советского народа к СССР как к своей родине.

## История
Некоторые западные исследователи используют выражение «советский национализм», хотя данное понятие считается неправильным и неточным, поскольку сам Владимир Ленин и большевики выступали против национализма как реакционного и буржуазного явления, противоречащего интересам классовой борьбы пролетариата и коммунистической революции. В соответствии с надеждами на построение коммунизма в мировом масштабе, которые были особенно сильны в первые годы учреждения советского государства, Ленин предлагал проводить различие между пролетарским, социалистическим патриотизмом и буржуазным национализмом. Ленин отстаивал право всех наций на самоопределение и право на единство всех трудящихся внутри их наций, но также осуждал шовинизм и утверждал, что чувство национальной гордости может быть как оправданным, так и неоправданным. Ленин недвусмысленно осуждал русский национализм, называя его «великорусским шовинизмом», а советское правительство стремилось улучшить социальное положение различных этнических групп в стране путём учреждения союзных республик внутри СССР и национальных республик внутри РСФСР, которые бы обеспечили автономию и защиту национальным меньшинствам от русского господства. Ленин также стремился к тому, чтобы в руководстве страны были представлены коммунисты различных национальностей, и поощрял нерусских ко вступлению в партию, чтобы те могли стать противовесом русскому большинству в её рядах. Тем не менее, даже в этот ранний период советское правительство вынуждено было взывать к русскому национализму, отчаянно нуждаясь в народной поддержке.

Обратная сторона неофициального флага РККА

Национальный вопрос в СССР также никогда не получил своего решения, несмотря на идеалистические заявления официальной пропаганды. Иосиф Сталин, даже будучи первым народным комиссаром по делам национальностей и автором труда «Марксизм и национальный вопрос», был вынужден признать, что сбалансированный в национальном отношении союз республик в советском государстве не оправдал себя. Провал мировой революции и пролетарского интернационализма в начале 1920-х годов оказались серьёзным испытанием для марксистской теории, которое значительно пошатнуло некоторые её аспекты. Этот кризис привёл Бухарина, Сталина их соратников к формулировке новой теории социализма в отдельно взятой стране, которую впоследствии решительно отвергли многие коммунисты во всём мире. Тогда же Сталин начал говорить о советском социалистическом патриотизме «советского народа» и о русских как о «старших братьях в семье советского народа». Во время Второй мировой войны советский патриотизм и русский национализм в значительной степени оказались соединены друг с другом, поскольку в советском обществе война мыслилась не только как битва между социалистами и капиталистами, но в первую очередь как борьба за само национальное выживание. Во время войны интересы советской власти и русского народа представлялись едиными, и Сталин решил развернуть кампанию по возрождению имён героев русской истории и прочих традиционных патриотических символов, а также установил фактический союз с Русской православной церковью. Война с Германией получила название Великой Отечественной войны. После окончания войны, однако, апелляция к русскому национализму со стороны советского правительства резко сошла на нет и идеологический акцент снова возвратился к марксизму-ленинизму. Вместе с тем Москва была вынуждена мириться с существованием особых форм национал-коммунизма в Югославии и в Албании.
Никита Хрущёв ещё дальше ушёл от опоры Сталина на русский национализм. С подачи Хрущёва с 1961 года продолжилась активная пропаганда объединения народов СССР в единый «советский народ». Эта программа, однако, не подразумевала отказ со стороны различных этносов от своей идентичности или их ассимиляцию, но вместо этого представляла собой пропаганду «братского союза» народов, внутри которого этнические различия должны были стать несущественными. В это же время советская образовательная система получила подчёркнуто «интернационалистическую» ориентацию. Вместе с этим многие советские граждане нерусских национальностей воспринимали эту «советизацию» как прикрытие для нового эпизода «русификации», в частности по той причине, что изучение русского языка стало обязательной частью программы советского образования, и также потому, что советская власть поощряла этнических русских селиться за пределами РСФСР.
Стремление властей к построению единой сверхнациональной идентичности «советского народа» было серьёзно подорвано в результате ряда экономических и политических проблем в СССР в 1970-х и 1980-х годах, которые породили всплеск антисоветских настроений как среди русских, так и среди прочих народов. Михаил Горбачёв заявлял о себе как о советском патриоте, задачей которого и являлось решение данных проблем, однако ему не удалось сдержать рост националистических настроений в стране, послуживших одной из причин краха идеи советского патриотизма и распада Советского Союза в 1991 году.